# Bogdása
Bogdása es un pueblo ubicado en el distrito de Sellye, en el condado de Baranya, Hungría.

## Superficie
Posee una superficie de 20,99 kilómetros cuadrados.

## Demografía
Hasta 2019 la población era de 230 habitantes, con una densidad de población de 10,96 habitantes por kilómetro cuadrado.